# Vila romana de Littlecote

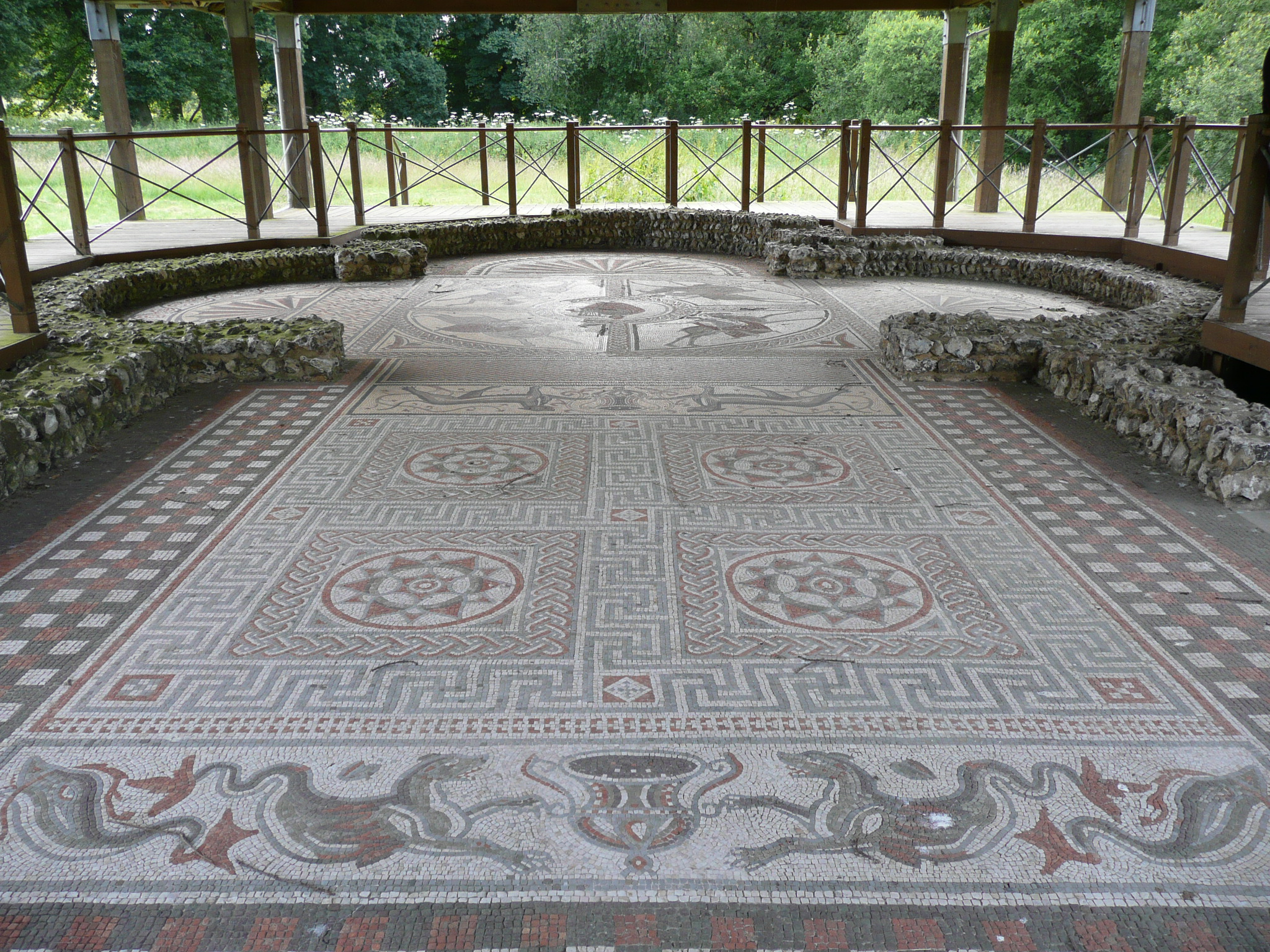
O mosaico de Orfeu na Vila romana de Littlecote.

A Vila romana de Littlecote é uma villa com corredor alado romano e complexo religioso associado em Littlecote Park,

## História
O povoado pode ter iniciado a vida como um pequeno estabelecimento militar de rápida duração protegendo uma travessia do rio Kennet. Mais tarde tornou-se um pequeno forte para proteger a rota do rio Kennet para transporte aquático.